# Divacuma tuerkayi
Divacuma tuerkayi is een zeekommasoort uit de familie van de Diastylidae. De wetenschappelijke naam van de soort is voor het eerst geldig gepubliceerd in 2003 door Muhlenhardt-Siegel.